# Agnès d'Aquitània (emperadriu consort)
Agnès d'Aquitània (Poitiers, vers 1025 - Roma, 14 de desembre de 1077), també coneguda com a Agnès de Poitiers o Emperadriu Agnès, va ser emperadriu consort del Sacre Imperi Romanogermànic del seu casament amb Enric III el 1043 fins a enviudar el 1056, i governà com a regent pel seu fill Enric IV des del 1056 fins al 1062.
Fou una regent exitosa i poderosa, que com la seva sogra, Gisela, rebia elogis per la seva capacitat d'administrar el regne. L'autor anònim de The Life of the Emperor Henry IV explica que Agnès complia els rols de govern tan masculins com femenins, per tal de garantir l'estabilitat de la monarquia i el regne.

## Biografia
Nasqué vers l'any 1025, filla del duc d'Aquitània i comte de Poitiers Guillem V i de la seva tercera esposa Agnès de Borgonya. Era la germana petita dels futurs ducs d'Aquitània Guillem VI, Odó, Guillem VII, i Guillem VIII.
El 21 de novembre de 1043 es van celebrar les noces reials a Ingelheim amb l'emperador Enric III. Era la seva segona esposa després de Gunilda de Dinamarca, que havia mort el 1038 de malària. Al ser la seva núvia, va ser coronada reina de Magúncia el mateix any 1043. Tenint en compte l'any de dol per la mort de l'emperadriu Gisela, que va morir el febrer de 1043, la parella va decidir no fer una celebració alegre. Tres anys més tard, fou coronada emperadriu del Sacre Imperi Romanogermànic a Roma, com Enric III. En els seus rols polítics, va pretendre seguir l'exemple de l'Emperadriu Adelaida d'Itàlia.
Després de la mort del seu marit, va governar l'imperi com a regent durant la minoria d'edat seu fill Enric IV, que només tenia sis anys quan pujà al tron, i es va convertir en la seva tutora. El seu principal conseller va ser el bisbe d'Augsburg Enric, que va ser acusat pels seus enemics de mantenir una relació amb l'emperadriu.
La Pasqua de 1062, un grup de nobles descontents amb el seu govern i ansiosos d'incrementar el seu poder van segrestar el jove Enric. Entre els conspiradors hi havia el bisbe de Colònia i el duc de Baviera. Sense el seu fill, Agnès no va poder aturar els aixecaments, va perdre tot el seu poder polític i va veure's obligada a retirar-se a un monestir. Per tal d'assegurar el suport a la pau imperial, va infeudar els ducs amb les terres ancestrals dels reis salians. Això va suposar una greu pèrdua de poder per al seu fill, que finalment va provocar la decadència dels reis salians.
El 1065 va desplaçar-se a Roma, on es convertí en seguidora del teòleg Pere Damià i on va prendre la seva decisió més transcendental. El 1057 va morir el papa Víctor II, l'últim papa nomenat per l'emperador. El seu successor, el papa Nicolau II, va posar les eleccions papals en mans dels cardenals per decret, acabant així amb la influència dels governants seculars en les eleccions. Els cardenals van elegir Alexandre II, però Agnès va presentar un candidat contrari. Durant aquesta polèmica d'investidura, dos papes van presidir l'església per primera vegada. Però el papa Alexandre II, elegit pels cardenals, va poder imposar-se. Agnès va contraure conseqüències de la seva derrota política i del cisma no desitjat a l'església. Es va exiliar a Roma, on també va morir el 14 de desembre de 1077. Hi fou enterrada a la Basílica de Sant Pere. Agnès va ser, sense voler, probablement l'emperadriu més important de l'edat mitjana europea.

## Família

### Avantpassats
|  |                                  |  |  |  |  |  |  |  |  |  |  |  |  |  |  |  |
|  | 16. Duc Ebles Manser d'Aquitània |  |  |  |  |  |  |  |  |  |  |  |  |  |  |  |
|  |                                  |  |  |  |  |  |  |  |  |  |  |  |  |  |  |  |
|  |                                  |  |  |  |  |  |  |  |  |  |  |  |  |  |  |  |
|  | 8. Duc Guillem III d'Aquitània   |  |  |  |  |  |  |  |  |  |  |  |  |  |  |  |
|  |                                  |  |  |  |  |  |  |  |  |  |  |  |  |  |  |  |
|  |                                  |  |  |  |  |  |  |  |  |  |  |  |  |  |  |  |
|  | 4. Duc Guillem IV d'Aquitània    |  |  |  |  |  |  |  |  |  |  |  |  |  |  |  |
|  |                                  |  |  |  |  |  |  |  |  |  |  |  |  |  |  |  |
|  |                                  |  |  |  |  |  |  |  |  |  |  |  |  |  |  |  |
|  | 18. Rol·ló                       |  |  |  |  |  |  |  |  |  |  |  |  |  |  |  |
|  |                                  |  |  |  |  |  |  |  |  |  |  |  |  |  |  |  |
|  |                                  |  |  |  |  |  |  |  |  |  |  |  |  |  |  |  |
|  | 9. Adela de Normandia            |  |  |  |  |  |  |  |  |  |  |  |  |  |  |  |
|  |                                  |  |  |  |  |  |  |  |  |  |  |  |  |  |  |  |
|  |                                  |  |  |  |  |  |  |  |  |  |  |  |  |  |  |  |
|  | 2. Duc Guillem V d'Aquitània     |  |  |  |  |  |  |  |  |  |  |  |  |  |  |  |
|  |                                  |  |  |  |  |  |  |  |  |  |  |  |  |  |  |  |
|  |                                  |  |  |  |  |  |  |  |  |  |  |  |  |  |  |  |
|  | 10. Comte Teobald de Blois       |  |  |  |  |  |  |  |  |  |  |  |  |  |  |  |
|  |                                  |  |  |  |  |  |  |  |  |  |  |  |  |  |  |  |
|  |                                  |  |  |  |  |  |  |  |  |  |  |  |  |  |  |  |
|  | 5. Emma de Blois                 |  |  |  |  |  |  |  |  |  |  |  |  |  |  |  |
|  |                                  |  |  |  |  |  |  |  |  |  |  |  |  |  |  |  |
|  |                                  |  |  |  |  |  |  |  |  |  |  |  |  |  |  |  |
|  | 11. Luitgarde de Vermandois      |  |  |  |  |  |  |  |  |  |  |  |  |  |  |  |
|  |                                  |  |  |  |  |  |  |  |  |  |  |  |  |  |  |  |
|  |                                  |  |  |  |  |  |  |  |  |  |  |  |  |  |  |  |
|  | 1. Agnès d'Aquitània             |  |  |  |  |  |  |  |  |  |  |  |  |  |  |  |
|  |                                  |  |  |  |  |  |  |  |  |  |  |  |  |  |  |  |
|  |                                  |  |  |  |  |  |  |  |  |  |  |  |  |  |  |  |
|  | 24. Berenguer II d'Itàlia        |  |  |  |  |  |  |  |  |  |  |  |  |  |  |  |
|  |                                  |  |  |  |  |  |  |  |  |  |  |  |  |  |  |  |
|  |                                  |  |  |  |  |  |  |  |  |  |  |  |  |  |  |  |
|  | 12. Adalbert I d'Itàlia          |  |  |  |  |  |  |  |  |  |  |  |  |  |  |  |
|  |                                  |  |  |  |  |  |  |  |  |  |  |  |  |  |  |  |
|  |                                  |  |  |  |  |  |  |  |  |  |  |  |  |  |  |  |
|  | 6. Duc Otó-Guillem de Borgonya   |  |  |  |  |  |  |  |  |  |  |  |  |  |  |  |
|  |                                  |  |  |  |  |  |  |  |  |  |  |  |  |  |  |  |
|  |                                  |  |  |  |  |  |  |  |  |  |  |  |  |  |  |  |
|  | 13. Gerberga de Châlon           |  |  |  |  |  |  |  |  |  |  |  |  |  |  |  |
|  |                                  |  |  |  |  |  |  |  |  |  |  |  |  |  |  |  |
|  |                                  |  |  |  |  |  |  |  |  |  |  |  |  |  |  |  |
|  | 3. Agnès de Borgonya             |  |  |  |  |  |  |  |  |  |  |  |  |  |  |  |
|  |                                  |  |  |  |  |  |  |  |  |  |  |  |  |  |  |  |
|  |                                  |  |  |  |  |  |  |  |  |  |  |  |  |  |  |  |
|  | 14. Comte Renaud de Reims        |  |  |  |  |  |  |  |  |  |  |  |  |  |  |  |
|  |                                  |  |  |  |  |  |  |  |  |  |  |  |  |  |  |  |
|  |                                  |  |  |  |  |  |  |  |  |  |  |  |  |  |  |  |
|  | 7. Ermentruda de Reims           |  |  |  |  |  |  |  |  |  |  |  |  |  |  |  |
|  |                                  |  |  |  |  |  |  |  |  |  |  |  |  |  |  |  |
|  |                                  |  |  |  |  |  |  |  |  |  |  |  |  |  |  |  |

### Núpcies i descendents
Agnès es casà amb Enric III (1017-1056) el 21 de novembre de 1043. Els fills de la parella foren:
- Adelaida (1045-1096), futura abadessa de Gandersheim i de Quedlinburg.
- Gisela (1047-1053)
- Matilda (1048-1060), casada el 1059 amb el duc de Suàbia Rodolf de Rheinfelden
- Enric (1050-1106), futur rei i emperador com a Enric IV.
- Conrad (1052-1055), futur duc de Baviera com a Conrad II.
- Judit (1054-1092 o 1096), casada el 1063 amb Solomó d'Hongria i el 1089, en segones núpcies, amb el duc Ladislau I de Polònia.